# Дордже Драк
Дорже Драк (на български: „Неразрушима скала“) е ниингма будистки манастир в Шимла, Индия.
Оформен е по модел на подобен манастир, който е бил разрушен в Тибет. Управлява се от тибетски изгнаници. Понастоящем престолът се заема от Таглунг Кябгон Цетрул Тхуптен Гялцен Ринпоче.